# The Buggles
The Buggles était un groupe de synthpop et new wave britannique, originaire de Wimbledon (Londres) en Angleterre. Il se forme en 1977 et se sépare en 1981. Ce duo, constitué de Geoff Downes et Trevor Horn, connaît son plus gros succès en 1979 avec son premier single, Video Killed the Radio Star.

## Biographie
Le claviériste Geoff Downes et le chanteur et bassiste Trevor Horn se rencontrent en 1976, lors d'auditions pour Tina Charles pour laquelle Trevor produit le single Don't Come Back. Rejoints par Bruce Wooley, les deux hommes forment les Buggles en 1977 et commencent à travailler sur leurs premières chansons. Ils décrochent un contrat avec Island Records en 1979 grâce à une démo de Video Killed the Radio Star.
Cette chanson sort en single en septembre 1979, et devient numéro un des ventes au Royaume-Uni, en France et dans plusieurs autres pays ; elle se classe 40e aux États-Unis. Son clip est le premier à être diffusé sur la chaîne de télévision MTV, le 1er août 1981. Entre-temps est paru le premier album des Buggles, The Age of Plastic (1980), composé durant la tournée de promotion de Video Killed the Radio Star. Trois autres singles en sont tirés (Living in The Plastic Age, Clean, Clean et Elstree), mais ils ne rencontrent pas autant de succès.
En 1980, les Buggles travaillent sur leur second album lorsqu'ils se voient proposer de rejoindre le groupe rock progressif Yes, qui vient de perdre son chanteur Jon Anderson et son claviériste Rick Wakeman. Étant déjà des grands fans de Yes, Downes et Horn acceptent et participent à l'enregistrement de l'album Drama. Le disque et la tournée qui s'ensuit sont bien accueillis, hormis quelques incidents liés à des fans n'acceptant pas le remplacement de Jon Anderson.
Yes se sépare en 1982 et les Buggles reprennent le travail sur leur second album, mais Geoff Downes abandonne le projet pour rejoindre le supergroupe Asia avec Steve Howe (ex-Yes), John Wetton (ex-King Crimson) et Carl Palmer (ex-ELP). Trevor Horn boucle Adventures in Modern Recording seul avec l'aide de divers musiciens dont Chris Squire et Anne Dudley, mais ni l'album, ni les singles qui en sont tirés ne permettent de retrouver le succès des débuts, et Horn décide de mettre un terme aux Buggles pour se consacrer à la production d'autres artistes, parmi lesquels ABC, Art of Noise, Tom Jones, Paul McCartney, Frankie Goes to Hollywood et éventuellement Yes avec les albums 90125, Big Generator et Fly from Here.
Depuis leur séparation, Trevor Horn et Geoff Downes ont ressuscité les Buggles à quelques reprises. En novembre 2004, ils interprètent Video Killed the Radio Star et Living in the Plastic Age lors d'une soirée organisée à la Wembley Arena au bénéfice du Prince's Trust pour célébrer les 25 ans de carrière de Trevor Horn. Le 28 septembre 2010, ils donnent un concert entier (avec de nombreux invités dont Chris Squire, Steve Howe, Alan White et Trevor Rabin) au Ladbroke Grove's Supperclub de Notting Hill, les bénéfices revenant au Royal Hospital for Neuro-disability. En octobre 2011, ils se produisent dans le cadre de l'exposition British Music Experience au O2 Bubble.

## Discographie

### Albums studio
- 1980 : The Age of Plastic
- 1981 : Adventures in Modern Recording

### Singles
- 1979 : Video Killed the Radio Star
- 1980 : Living in the Plastic Age
- 1980 : Clean Clean
- 1980 : Elstree
- 1981 : I Am a Camera
- 1981 : Adventures in Modern Recording
- 1982 : On TV
- 1982 : Lenny
- 1982 : Beatnik

### Collaborations
- 1980 : Drama de Yes
- 2001 : Fly from Here de Yes - Trevor à la production et aux chœurs, claviers, guitare acoustique supplémentaire sur Sad Night at the Airfield, Geoff aux claviers sauf sur We Can Fly, We Can Fly (Reprise), Hour of Need et Into the Storm où les claviers sont joués par Oliver Wakeman.
- 2018 : Fly from Here - Return Trip - Trevor à la production, chant, chœurs, claviers supplémentaires sur Sad Night at the Airfield et Geoff aux claviers.